# Mathias (voornaam)
Mathias is een jongensnaam. De naam is afkomstig uit het Frans. Mathias is ontstaan uit de grondvorm Matthias.

## Verklaring
De verklaring van de naam komt van bij Mattheus. Mattheus was de naam van de apostel die na de dood van Judas door het lot als zijn plaatsvervanger werd aangewezen (Hand. 1,23v.). Van hem wordt gezegd dat hij in Ethiopië gepredikt heeft (vgl. Mattheus). Zijn relikwieën zouden door de heilige Helena naar Rome gebracht zijn en werden vandaar door bisschop Agricius (4e eeuw) naar Trier overgebracht. Vandaar dat Matthias daar in de middeleeuwen veel vereerd werd. 
Ook in Nederland kwam de naam veel voor. Oudste voorbeeld in Holland: 1317; Metties, Ze. 1753. Oudste vrouwelijke vorm: Matthia, Nederweert 1703 (Gens. N. XXI, 53).